# Coinage Act of 1873
Pour les articles homonymes, voir Coinage Act.
Le Coinage Act of 1873 (en français, loi sur la monnaie de 1873) est une loi fédérale votée par le Congrès des États-Unis le 12 février 1873, entérinant l'abandon du bimétallisme au profit de l'étalon-or. Qualifié parfois de « crime de 1873 », en raison de ses effets déflationnistes, cette loi contribua sensiblement au krach de 1873 et pesa durablement sur l'évolution de la croissance mondiale.

## Histoire

### Contexte
Dans le sillage des réglementations favorisant la conquête de l'Ouest, comme la Specie Circular de 1836, la libre frappe de la monnaie obligeait le gouvernement américain à racheter son argent métal à toute personne qui en rapportait dans un établissement de frappe agréé, en lui donnant en échange le poids équivalent sous forme d'espèces monétaires. Cette réglementation avait favorisé la production américaine d'argent métal, alimentée par de multiples petites mines artisanales un peu partout dans l'Ouest américain : cependant, l'ouverture en 1859 d'une énorme mine d'argent, la Comstock Lode, entraîne une hausse sensible de la production.

### Objectifs
Devant cet afflux, l'argent métal était devenu très abondant et sa valeur avait fortement baissé : de nombreuses pièces d'argent valaient en réalité, de par leur poids en métal, beaucoup moins cher que leur valeur officielle, et par contrecoup, le prix des biens avait tendance à augmenter, par l'effet de la loi de l'offre et de la demande. Par le Coinage Act de 1873, le congrès des États-Unis voulait mettre un terme à cette dépréciation de la monnaie : même si le cours du dollar à cette époque est à change fixe, sur le marché intérieur, sa valeur relative s'en trouve dépréciée. Le congrès prenait ainsi le risque d'une politique déflationniste de baisse de la quantité de monnaie, alors que la population américaine était en très forte expansion. Le Coinage Act de 1873 ne prétend pas du jour au lendemain appliquer l'étalon-or ou résoudre le problème de la monnaie dépréciée : il commence par réduire le nombre des hôtels des monnaies, désormais limité à quatre, et à supprimer trois pièces d'argent numéraires. La pièce de 1 dollar pèse 26,73 g à 900 millièmes en 1866, celle en or, 1,672 g à 900 millièmes ; le rapport entre les deux métaux est de 15,98 : c'est ce rapport qui ne peut plus être tenable, puisque l'offre d'argent finit par peser, provoquant une fuite de l'or, selon la loi de Gresham. La frappe des pièces de 1 dollar va donc être suspendue, et ne reprendra qu'en 1878.

### Conséquences
Le Coinage Act de 1873 est intervenu deux ans après la loi monétaire prussienne du 4 décembre 1871, votée dans le même esprit en Allemagne et huit ans après la Guerre de Sécession, au terme d'un cycle d'investissement massif dans les compagnies de chemin de fer américaines. Son impact déflationniste s'est ainsi combiné à celui d'une politique du même type en Europe et à une crise du surinvestissement ferroviaire. Pour couronner le tout, plusieurs banques ont fait faillite à Vienne en 1873, ce qui a encore aggravé la brutale contraction de l'offre de monnaie à travers le monde. Tout ceci a fortement contribué au krach de 1873, qui est le point de départ de la Grande Dépression.
Le Coinage Act de 1873 est justement voté l'année où le plus grand gisement américain d'argent-métal du XIXe siècle, le Comstock Lode de Virginia City, connaît une formidable extension, en mars 1873, appelée « Big Bonanza ». Cette loi a été promulguée le 12 février, après un long processus législatif qui avait commencé en mai 1872. La loi fait provisoirement baisser les cours des actions de la Consolidated Virginia mining company, qui exploite le Comstock Lode, et durablement diminuer le nombre des prospecteurs. 
De ce fait, les actionnaires de la Consolidated Virginia mining company activent leurs recherches et trouvent, seulement un mois plus tard, une extension du gisement, qu'ils conservent secrète pour avoir le temps de racheter les actions de leur propre entreprise, à bon compte sur le marché boursier, quand le cours du métal se sera stabilisé.
Le Coinage Act de 1873 favorise donc l'or par rapport à l'argent et entraîne en 1874, une nouvelle ruée, celle des Collines noires, menée par le général George Armstrong Custer, qui sera tué par les indiens sioux à la bataille de Little Big Horn.

### Réactions
Les lobbys miniers et les nombreux petits producteurs d'argent de l'Ouest ont crié au scandale et mené d'efficaces campagnes d'opinion dans l'Ouest des États-Unis, pour souligner que les fermiers, endettés, seraient pénalisés par la déflation qui alourdirait leur dette.
Efficaces, ces campagnes sont dirigées contre l'establishment de la Côte Est (Boston, New York, Philadelphie), accusé de profiter de sa position de créancier face aux gens de l'Ouest, qui s'endettent et travaillent dur. Elles mènent à de nouvelles lois annulant partiellement l'impact du  Coinage Act de 1873 : le Bland-Allison Act de 1878, qui obligeait le Trésor américain à acheter chaque mois pour 2 millions de dollars d'argent métal destinés à la frappe de monnaie, suivi du Sherman Silver Purchase Act de 1890, en vertu duquel le gouvernement doit acheter 4,5 millions d’onces d’argent tous les mois, soit plus de 127,5 tonnes.